# Hrabstwo Chase (Nebraska)

Piramida wieku hrabstwa

Hrabstwo – hrabstwo położone w USA w stanie Nebraska z siedzibą w mieście Imperial. Założone w 1873 roku.

## Miejscowości

### Miasto
- Imperial

### CDP
- Champion
- Enders

### Wioski
- Lamar
- Wauneta

## Sąsiednie hrabstwa
- Hrabstwo Hayes
- Hrabstwo Dundy
- Hrabstwo Yuma
- Hrabstwo Phillips
- Hrabstwo Perkins